# Гушицей
Гушицей (рум. Gușiței) — село у повіті Васлуй в Румунії. Входить до складу комуни Дімітріє-Кантемір.
Село розташоване на відстані 270 км на північний схід від Бухареста, 30 км на південний схід від Васлуя, 84 км на південний схід від Ясс, 114 км на північ від Галаца.

## Населення
За даними перепису населення 2002 року у селі проживали 903 особи, усі — румуни. Усі жителі села рідною мовою назвали румунську.